# Honda Elysion
Honda Elysion (яп. ホンダエリシオン) — минивэн японского концерна Honda, впервые продемонстрированный в виде концепта Honda ASM на автошоу в Токио в октябре 2003 года и запущенный в продажу на японском рынке 14 мая 2004 года, после чего Honda Elysion продавался только в Японии в качестве конкурента Toyota Alphard и Nissan Elgrand.

## Первое поколение
Первое поколение Elysion появилось на Токийском автосалоне в октябре 2003 года как «ASM» и поступило в продажу 13 мая 2004 года.
В сентябре 2005 года после небольшого рестайлинга кузова был представлен автомобиль в комплектации «Aero» и «VG Premium».
В январе 2006 года модельный ряд пополнился версиями  «G Aero HDD Navi» и «VG HDD Navi Aero». Еще одно изменение стиля было представлено 21 декабря 2006 года, включая обновление интерьера.
С 2007 года выпускается с изменённым внешним видом (рестайлинг). Внешне фары придвинуты стали вплотную к решётке радиатора которая стала немного крупнее. Сзади фонари стоп-сигналов стали соединяться красной пластиковой полосой.

## Конструкция
Honda Elysion оснащается тремя бензиновыми двигателями с  5-ступенчатой АКПП. 2,4-литровый (160-сильный, оснащённый непосредственным впрыском топлива) K24A представляет собой рядный 4-цилиндровый агрегат, а 3-литровый (250-сильный) J30A и 3,5-литровый (300-сильный в переднеприводной комплектации и 279 - в полноприводной) J35A — представители класса V-образных 6-цилиндровых двигателей. Минивэн с 3,5-литровым мотором получил собственное наименование Honda Elysion Prestige (выпускался с 2007 по 2012). Все три двигателя оснащены системой i-VTEC, а V-образные — ещё и механизмом Variable Cylinder Management, который может периодически отключать половину цилиндров для достижения лучшей топливной экономичности.
3-литровый двигатель позаимствован у седана Honda Inspire, а 2,4 литра - у CR-V, 3,5-литровый агрегат также присутствует на модели Honda Legend. Кроме переднеприводных, существуют и полноприводные модификации Honda Elysion и Honda Elysion Prestige (с 2007 года).

## Особенности салона
Как второй, так и третий ряды расположены на общих салазках, поэтому имеется возможность не только регулировать их положение для расположения пассажиров, но и сдвигать кресла до упора вперёд и складывать их, позволяя разместить крупногабаритный груз. Второй ряд сидений бывает в трёх местном и двух местном исполнении.
У Honda Elysion в наличии четыре боковых двери, и те, что предназначены для доступа на второй и третий ряды кресел, оснащены электроприводами, управлять которыми возможно и с места водителя.
Жёсткий диск предусмотрен не во всех комплектациях минивэна, равно как и камера заднего вида, и навигационная система, и DVD-проигрыватель. Исключения: в любом кузове имеет исполнение без навигационной системы, HDD и камеры заднего вида по желанию покупателя (в данном случае японцев). Но такие комплектации очень редки.
Версии оснащения с двигателем 2,4: M, G, S, LX; с двигателем 3,0: VG, VX, VZ; с двигателем 3,5: SG, SX, SZ.  Более поздняя буква алфавита соответствует наиболее богатой комплектации. Например: VZ (с 2004 по 2007) и SZ (с 2007 по 2012) имели самую богатую комплектацию: поворотные фары (AFS), круиз контроль с измерением расстояния до впереди идущего авто с контролем разметки (полосы). Интересная особенность - комплектация VZ имея максимально возможное оснащение  выпускалась только в кузове RR3 (передний привод с двигателем J30). Видимо это связано с особенностями работы системы дистанционного круиз-контроля, который взаимодействует с системами ABS (anti-lock braking system) и BAS (break assistant), реализация которых привела бы к существенному увеличению стоимости автомобиля. А в кузовах RR1 и RR2 (двигатель К24 160л.с.) вообще не устанавливался круиз-контроль, так как двигатель имел механическую связь педали газа с дроссельной заслонкой в отличие от 6-цилиндровых моторов, у которых педаль газа "электрическая".

## Второе поколение
В 2012 году Honda объявила о выходе Elysion на китайский рынок, в 2013 году Honda Concept M MPV был представлен на Шанхайском автосалоне в 2013 году.  В ноябре 2015 года на автосалоне в Гуанчжоу была представлена новая модель сделанная базе Honda Odyssey пятого поколения, которая была запущено в производство в начале января 2016 года.  
Автомобиль оснащался двигателем 2,4 л i-VTEC K24Z5, 5-ступенчатой автоматической коробкой передач и собирался локально на китайском совместном предприятии Honda Dongfeng Honda.
В 2019 году в продажу поступила модель Elysion Hybrid с обновленной решеткой радиатора и бампером.
В декабре 2021 года модель подверглась фейслифтингу, а гибридный вариант был переименован в e:HEV Sport Hybrid.